# 弗朗卡尔蒙
弗朗卡尔蒙（法語：Francalmont，法語發音：[fʁɑ̃kalmɔ̃]）是法国上索恩省的一个市镇，属于吕尔区。

## 地理
弗朗卡尔蒙（47°50'18"N, 6°16'4"E）面积6.86 平方千米，位于法国勃艮第-弗朗什-孔泰大區上索恩省，该省份为法国东部内陆省份，北起顺时针与孚日省、贝尔福地区省、杜省、汝拉省、科多尔省和上马恩省接壤。
与弗朗卡尔蒙接壤的市镇（或旧市镇、城区）包括：瑟穆斯河畔圣卢、阿贝尔库尔、安韦勒、布里欧库尔、欧特韦勒、奥尔穆瓦什、圣玛丽昂绍。

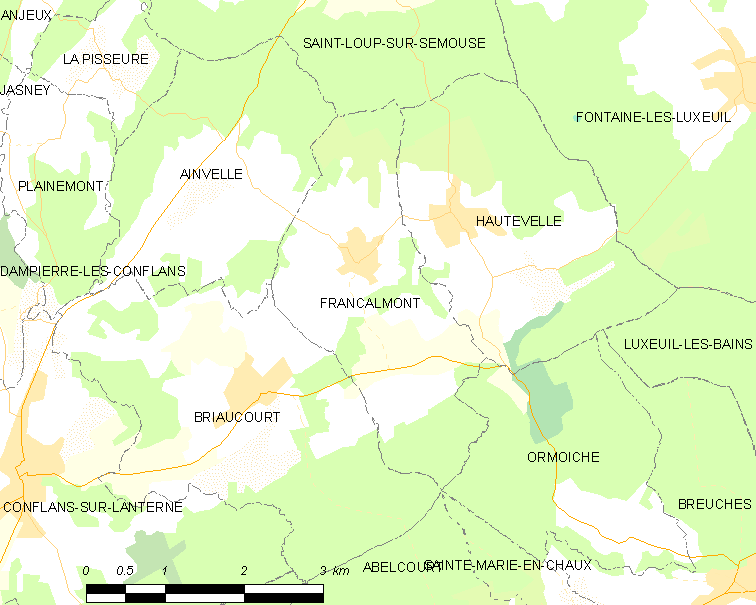
弗朗卡尔蒙的OSM定位图

弗朗卡尔蒙的时区为UTC+01:00、UTC+02:00（夏令时）。

## 行政
弗朗卡尔蒙的邮政编码为70800，INSEE市镇编码为70249。

## 政治
弗朗卡尔蒙所属的省级选区为瑟穆斯河畔圣卢县。

## 人口

1962-2008年间弗朗卡尔蒙人口变化图示

弗朗卡尔蒙于2022年1月1日时的人口数量为116人。